# Słoćwina
Słoćwina – wieś w Polsce położona w województwie dolnośląskim, w powiecie głogowskim, w gminie Żukowice.
Do 2023 r. miejscowość była przysiółkiem wsi Kłoda.
W latach 1975–1998 miejscowość administracyjnie należała do województwa legnickiego.

## Zabytki
Do wojewódzkiego rejestru zabytków wpisany jest dom nr 16, z pierwszej poł. XIX w.